# Albert Gerrit van der Land
Albert Gerrit van der Land (Batavia (Nederlands-Indië), 3 april 1915 — Driehuis, 9 april 2001) was een Nederlands verzetsstrijder tijdens de Tweede Wereldoorlog Bij Koninklijk Besluit op 16 juli 1940 is de dapperheidsonderscheiding de Bronzen Leeuw als eerste aan hem toegekend. Als luitenant ter zee der 1e klasse is het oorlogsherinneringskruis met de gespen "Krijg ter zee 1940-1945" en "Nederland mei 1940" op 14 november 1949 aan hem toegekend.
Op 10 mei 1940 was A.G. van der Land vuurleider van de torpedoboot Hr. Ms. "Z 5". Tijdens de Duitse aanval op Nederland in 1940 werd door de Duitsers met mitrailleurs vanaf de Maaskade en het Prinsenhoofd geschoten op de Z-5. Hierbij werd de brug van de Z-5 zodanig geraakt dat zeven man gewond raakten, waaronder A.G. van der Land zelf. Ondanks verwondingen is hij op zijn post gebleven en heeft hij zich van zijn taak gekweten en verder zijn dienst vervuld, totdat hij na aankomst te Portsmouth op 17 mei 1940 door de geneeskundige dienst aldaar kon worden opgenomen, waarbij operatief ingrijpen noodzakelijk bleek.
Het fregat Willem van der Zaan werd in 1956 in de Nederlandse Antillen afgelost door het fregat Van Speyk onder commando van A.G. van der Land. Vervolgens was hij commandant van de marinebasis Parera tot 1958.
A.G. van der Land is Oudste Officier geweest op de volgende fregatten:
- Hr. Ms. "Z 5" 29 april - oktober 1940
- Hr. Ms. "Z 8" oktober 1940 - 4 april 1941
- Hr. Ms. "Colombia" 4 april - 21 augustus 1941
- Hr Ms. "Jan van Brakel" 21 augustus 1941 - 23 maart 1942
- Hr. Ms. "O 9" 17 januari 1943 - 15 februari 1944